# 安杜京起降場
安杜京起降場是一座位於汶萊馬來奕區的飛行起降場。該起降場於1951年完工並且開始使用，當時由英國馬來亞石油公司以海獺水上飛機執行載運任務。該場目前由汶萊殼牌石油公司所有，最主要的飛行目的為載運鑽油平台的工作人員來往工作場地與陸地。該場於2008年將原有的草地跑道鋪上混凝土以利起降的安穩度。

## 外部連結
- Short History of Brunei Aviation （页面存档备份，存于） - 關於安杜京起降場的歷史與歷史照片